# 一亩泉镇
一亩泉镇，是中华人民共和国河北省保定市竞秀区下辖的一个乡镇级行政单位。原为南奇乡，2022年12月27日撤乡设立一亩泉镇。

## 行政区划
一亩泉镇下辖以下地区：
南奇村、北奇村、一亩泉村、孙家塘村、夏庄村、贾庄村、张海庄村、谢庄村、王庄村、北章村、南章村、李家巷村、蛮子营村和马厂村。